# Ancistrus brevipinnis
Ancistrus brevipinnis är en fiskart som först beskrevs av Regan, 1904.  Ancistrus brevipinnis ingår i släktet Ancistrus och familjen Loricariidae. Inga underarter finns listade i Catalogue of Life.